# Riachuelo (Uruguay)
Riachuelo es una localidad uruguaya del departamento de Colonia.

## Ubicación
La localidad se encuentra situada en la zona suroeste del departamento de Colonia, al oeste del arroyo Riachuelo y al sureste del cruce de las rutas 1 y 50, posee acceso por camino secundario en el km 165 de la ruta 1.

## Población
Según el censo del año 2011 la localidad contaba con una población de 138 habitantes.
| 213           | 179 | 170 | 144 | 138 |
| (Fuente: INE) |     |     |     |     |